# Motorola 68012
Il Motorola 68012 (nome in codice MC68012) è un microprocessore CISC a 16/32 bit sviluppato da Motorola verso l'inizio degli anni ottanta. È una versione del Motorola 68010 contenuto in un package a 84 pin. L'unica differenza è l'estensione della memoria indirizzata che in questo modello viene portata a 2 GB dai 16 MB del modello di partenza. Per il resto è identico al 68010